# Armelle Attingré
Armelle Attingré (Kadjokro, 1989. január 15. –) elefántcsontparti születésű francia, majd montenegrói válogatott kézilabdázó, kapus, a ŽRK Budućnost játékosa.

## Pályafutása

### Klubcsapatokban
Armelle Attingré 2005 és 2009 között a Fleury akadémiájának tagja volt, majd csatlakozott az Issy Paris Hand együtteséhez, amely akkor a másodosztályban szerepelt.  
A 2009-2010-es szezon végén feljutott csapatával a francia élvonalba. 2013-ban Ligakupa-győztes volt a csapattal és bejutottak a Kupagyőztesek Európa-kupája-sorozat döntőjébe, ahol az osztrák Hypo csapatával szemben maradtak alul.
2016 nyarán a Paris szerződtette Silje Solberget, Attingré pedig Törökországba, az Ankara Yenimahalle-hez igazolt. Egy szezon elteltével visszatért Franciaországba és a Nantes kapusa lett, ahol két évre szóló szerződést írt alá.
A 2019-2020-as szezont megelőzően a magyar Alba Fehérvár játékosa lett.

### A válogatottban
A francia válogatottban 2010-ben mutatkozott be, a 2011-es Európa-bajnokságról súlyos sérülés miatt maradt le. Részt vett a 2014-es Európa-bajnokságon.

## Sikerei, díjai
Issy Paris
- Kupagyőztesek Európa-kupája-döntős: 2012-2013
- Challenge Cup-döntős: 2013-2014
- Francia Ligakupa-győztes: 2012-2013
- A francia másodosztályú bajnokság győztese: 2009-2010